# Kriegspanorama des 6. Oktober

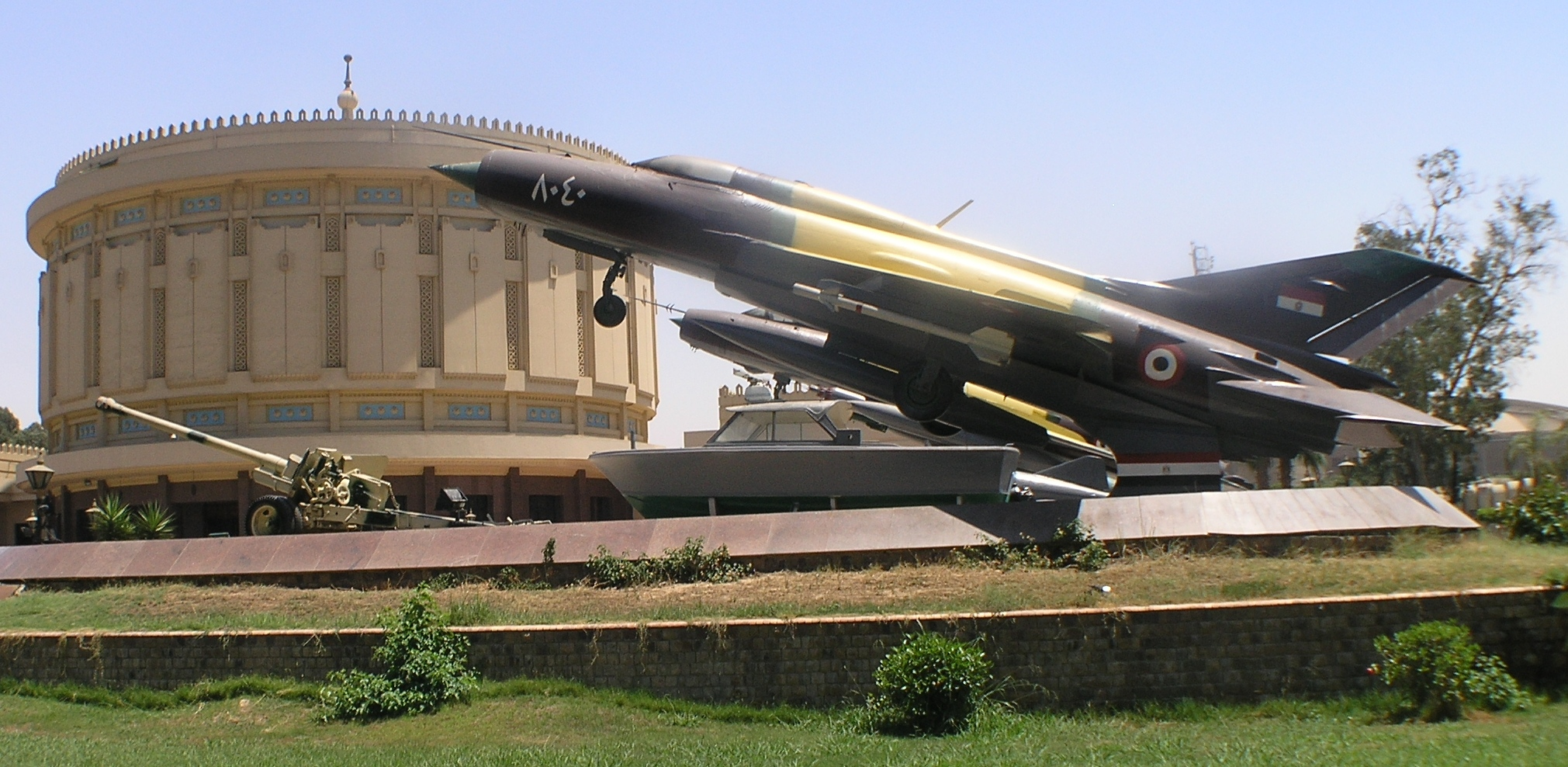
Museumsgebäude mit MiG-21 (2008)

Das Kriegspanorama des 6. Oktober ist ein Panoramamuseum in Nasr City in Kairo. Das Museum wurde im Auftrag des Präsidenten Husni Mubarak erbaut und 1989 eröffnet. Das Panorama gedenkt dem Jom-Kippur-Krieg und zeigt die ägyptischen Streitkräfte beim Überschreiten der Bar-Lev-Linie am Suezkanal. Es wurde von den nordkoreanischen Künstlern Ri Chun Sik, Kim Chong Hale und weiteren gemalt.

## Beschreibung
Das Museum liegt nordwestlich des Kairo International Stadion an der Südseite der Salah-Salem-Schnellstraße. Dem runden Museumsbau mit zwei niedrigen flankierenden Anbauten ist ein runder Schmuckplatz vorgelagert. Dieser wird beiderseits von Kriegsfahrzeugen, Panzern und Kampfjets der ägyptischen und israelischen Streitkräfte umgeben.

Im Erdgeschoss des Museums sind Büsten, Gemälde und Wandmalereien ausgestellt, während im Obergeschoss das eigentliche Panorama zu sehen ist. Eine Erzählerstimme erläutert die Darstellung für die Besucher. Das Panorama zeigt in detaillierter Darstellung die ägyptischen Streitkräfte beim Überschreiten der Bar-Lev-Linie am Suezkanal.

Panorama des 6. Oktober
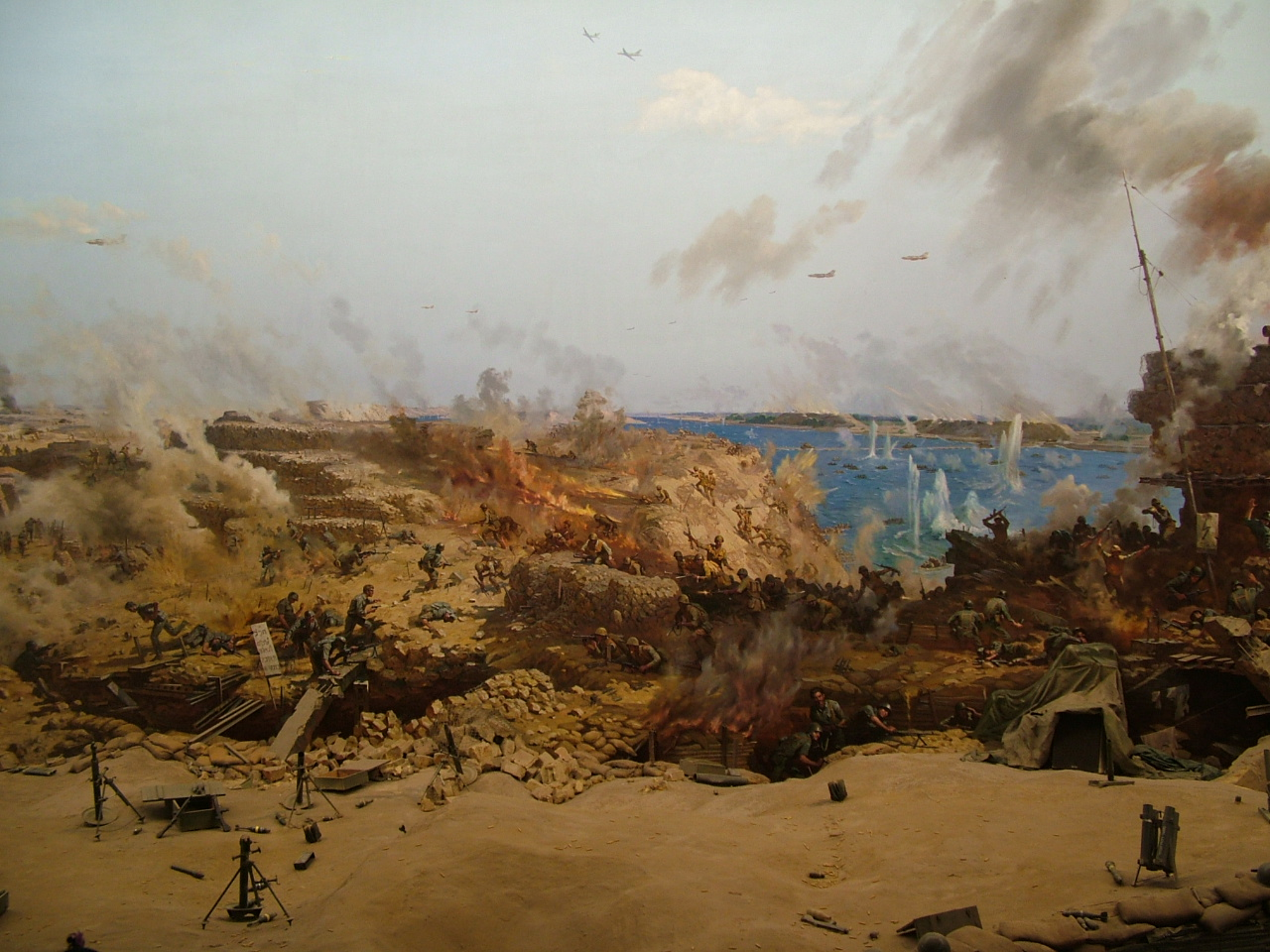
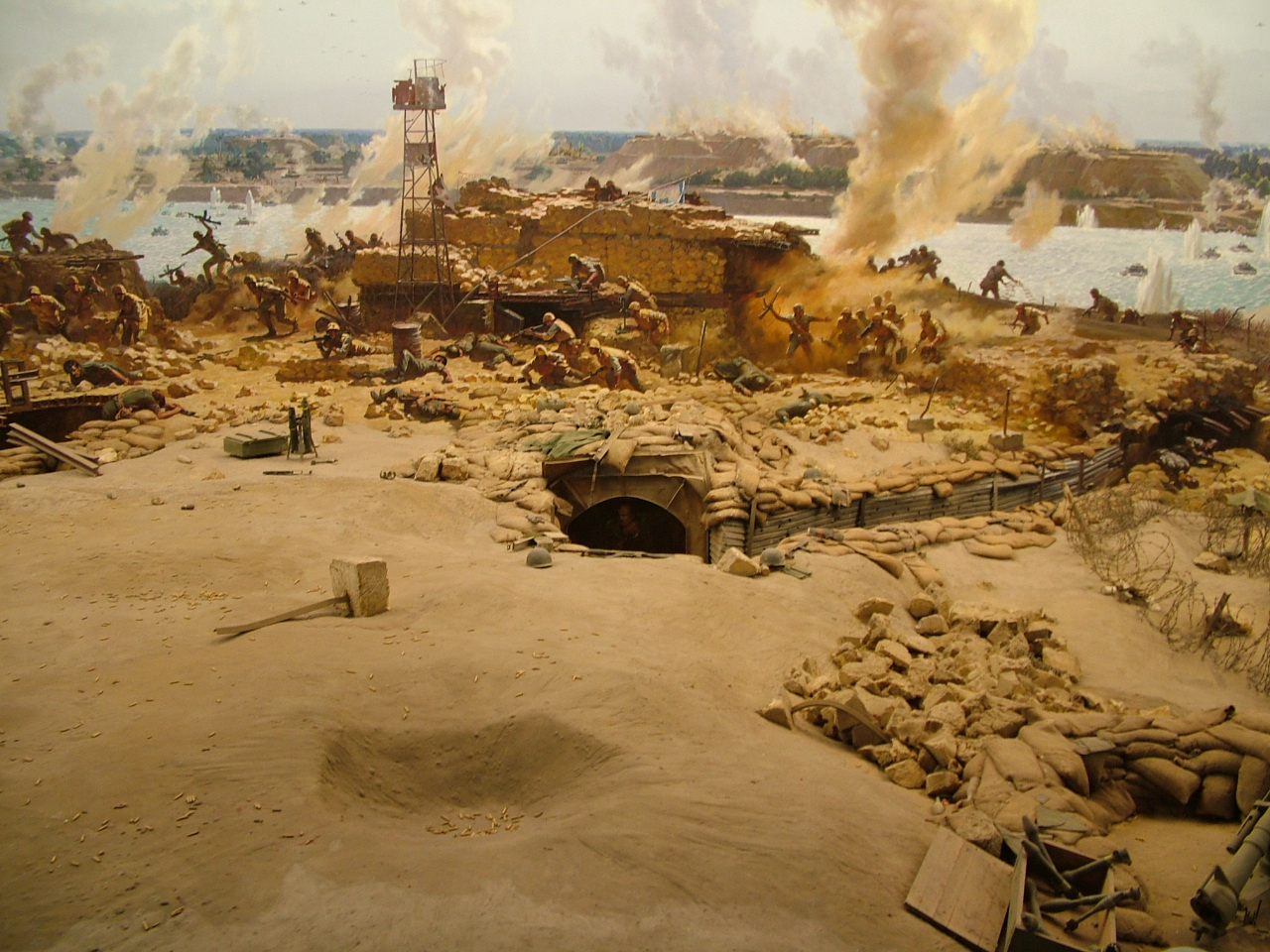
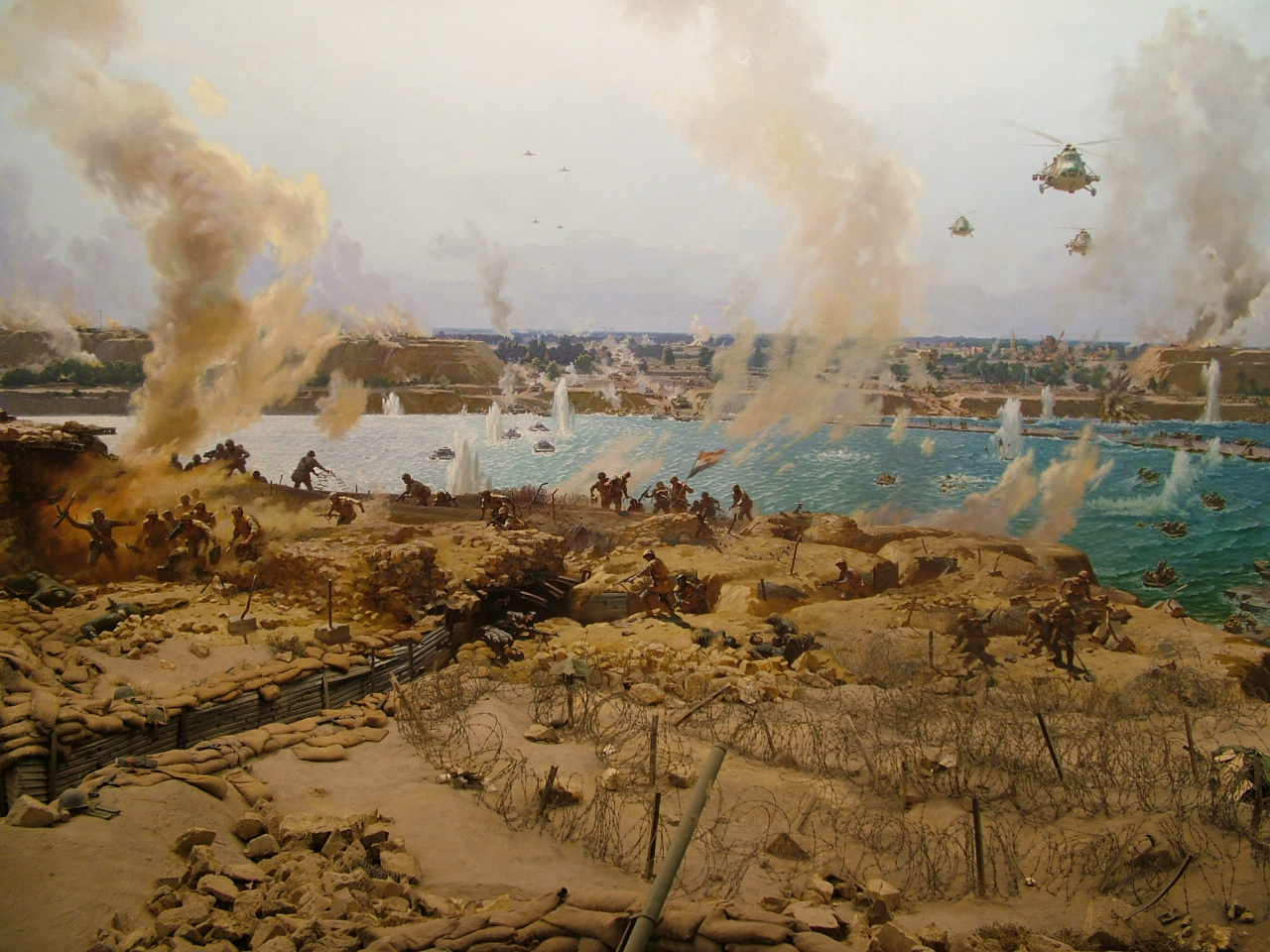
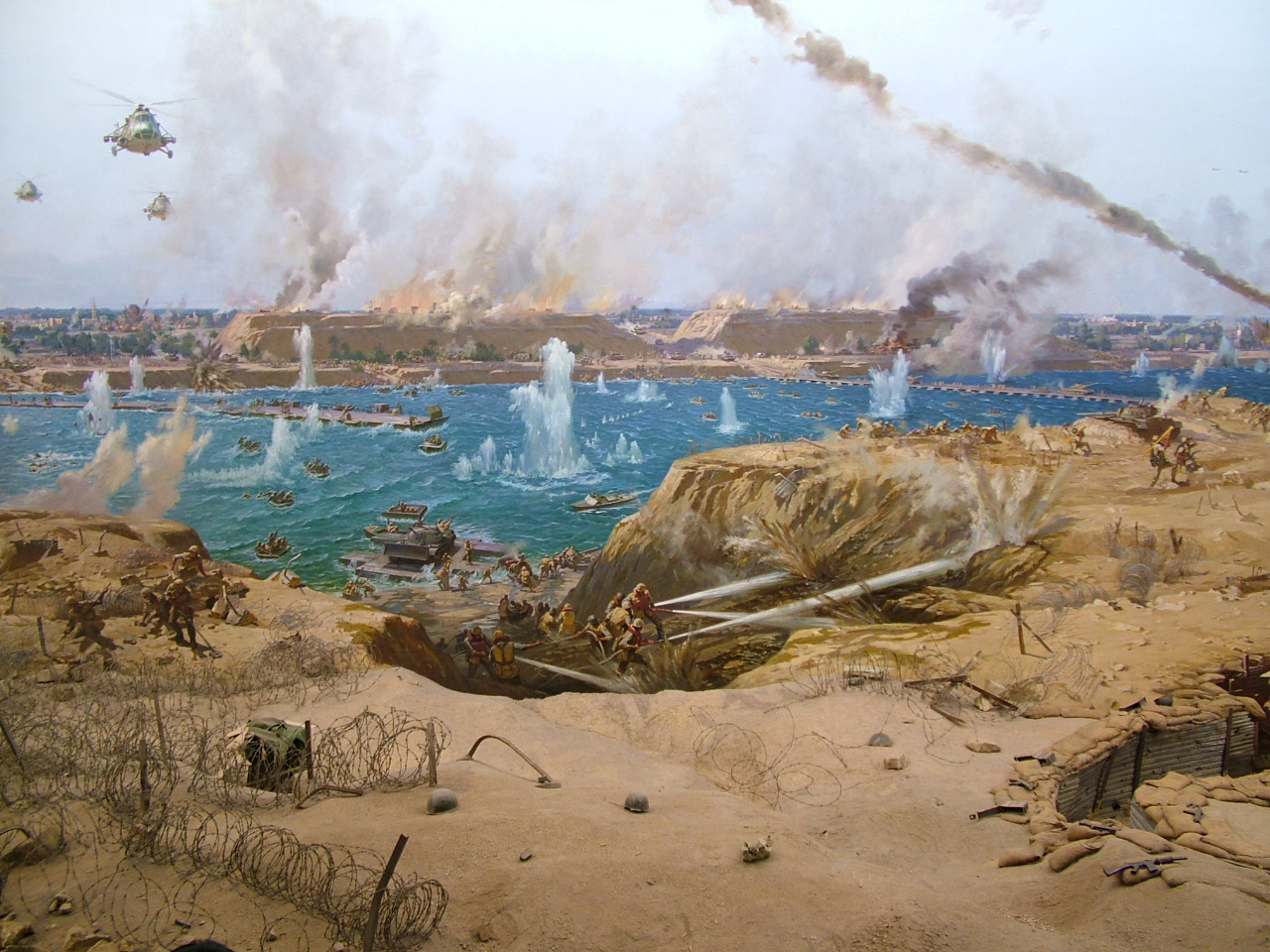
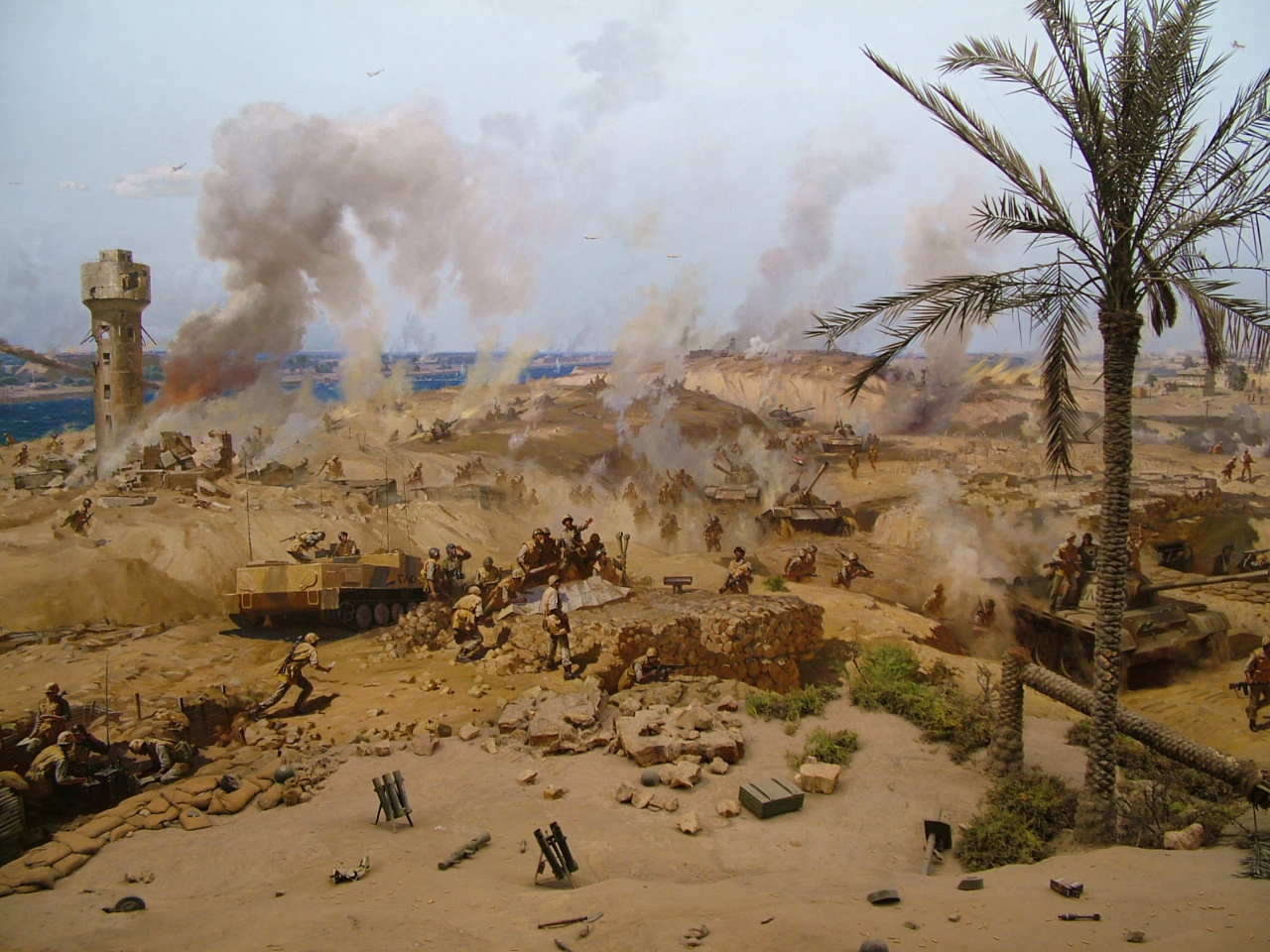
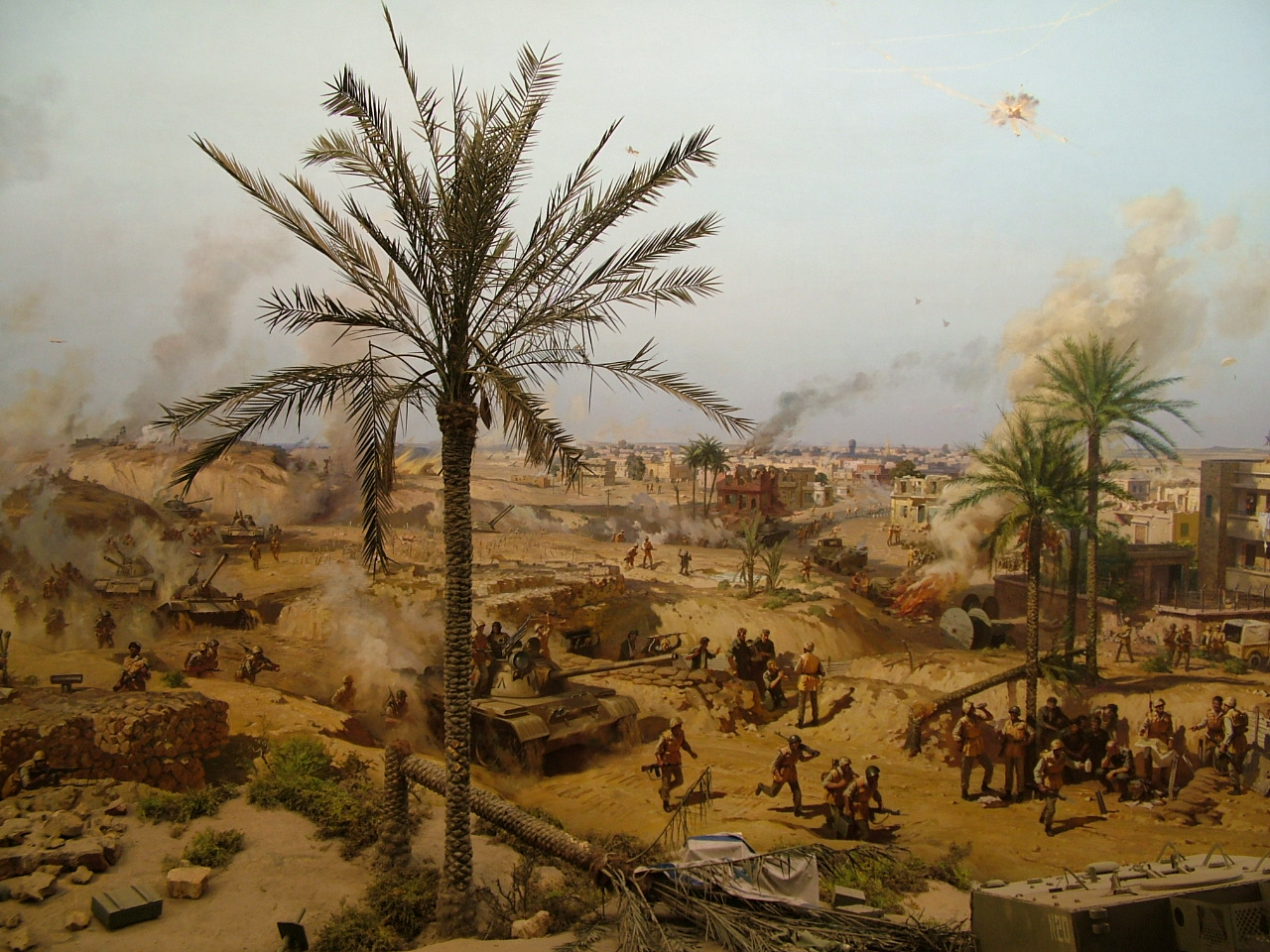
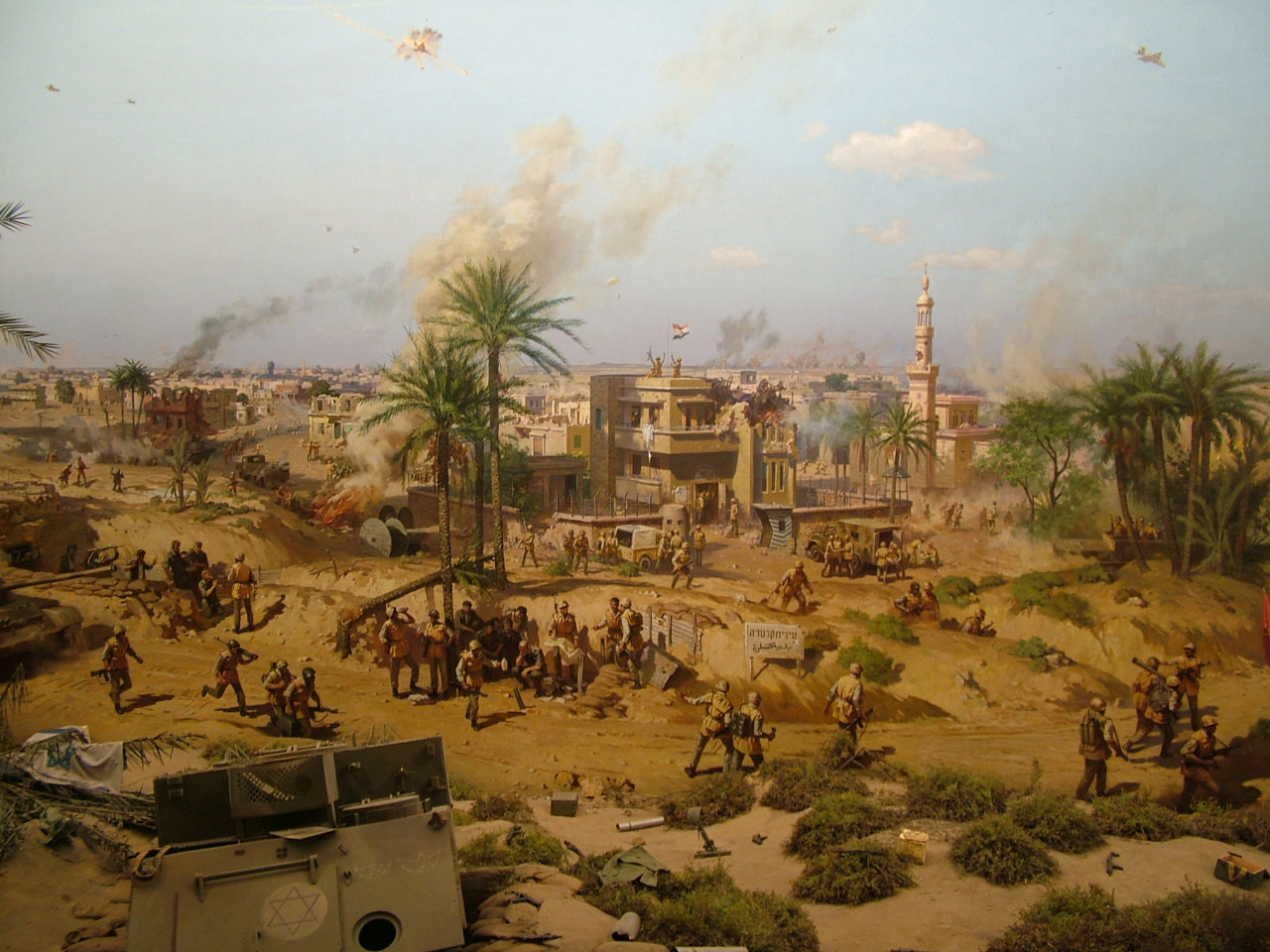
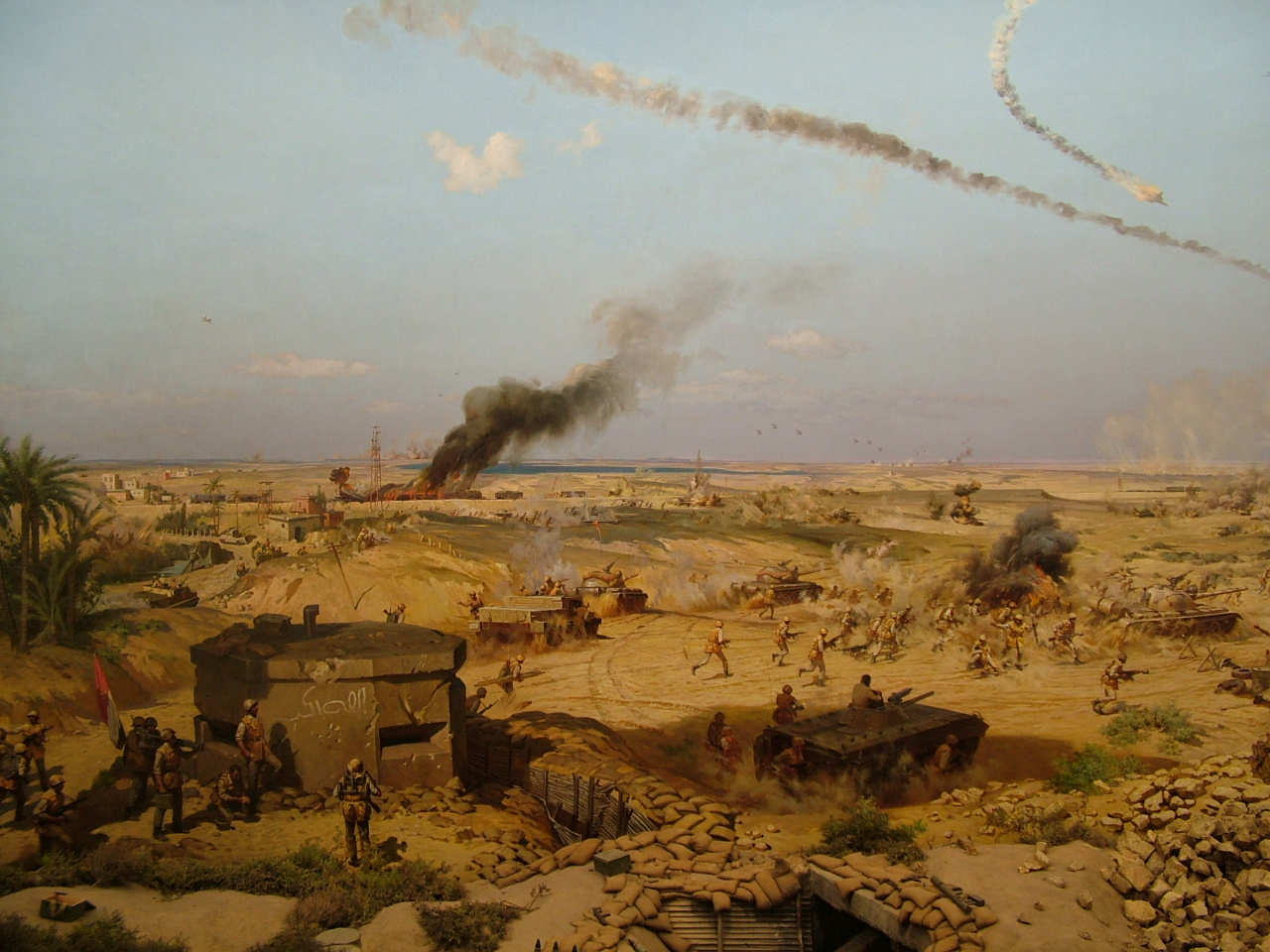
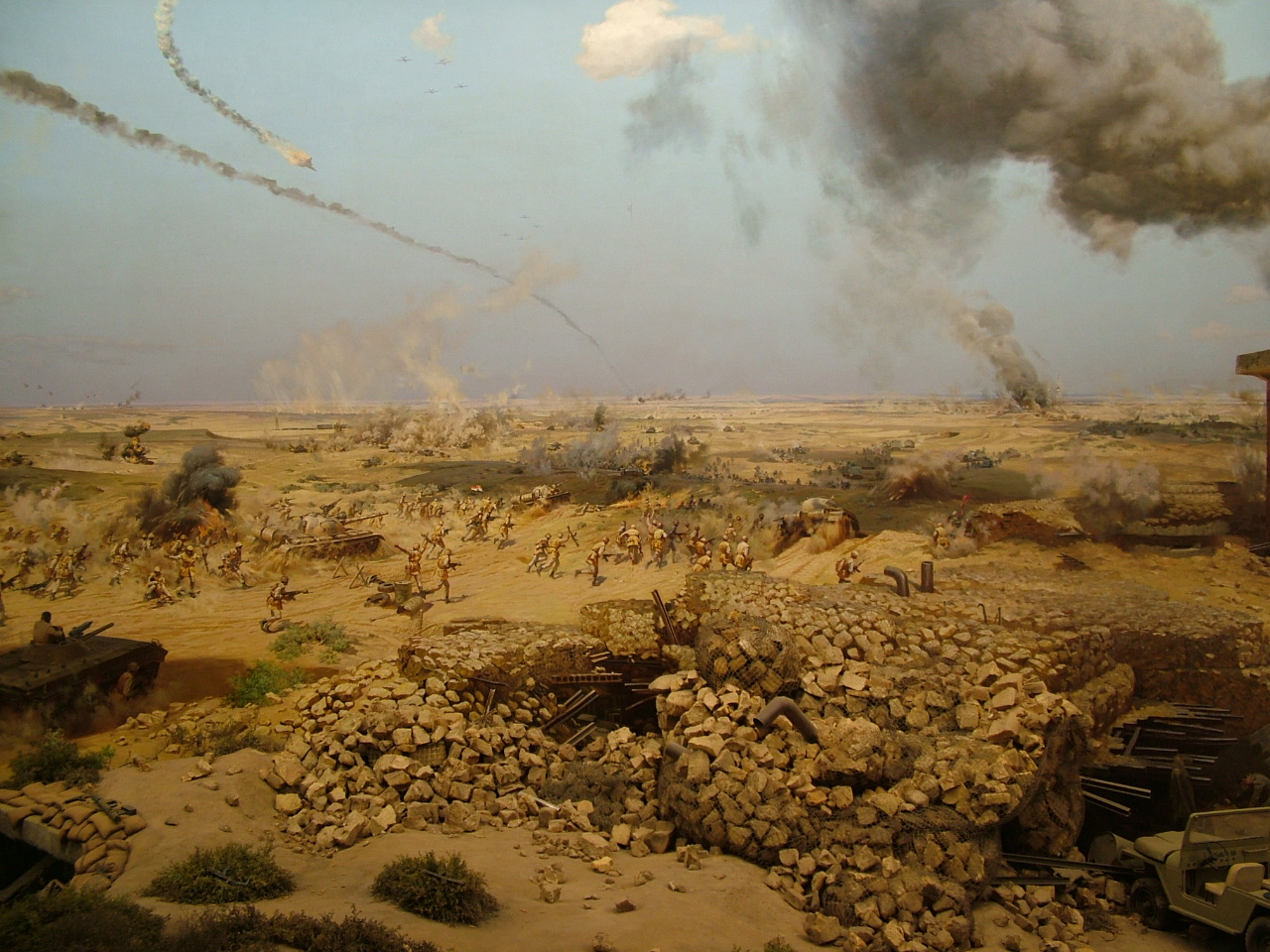
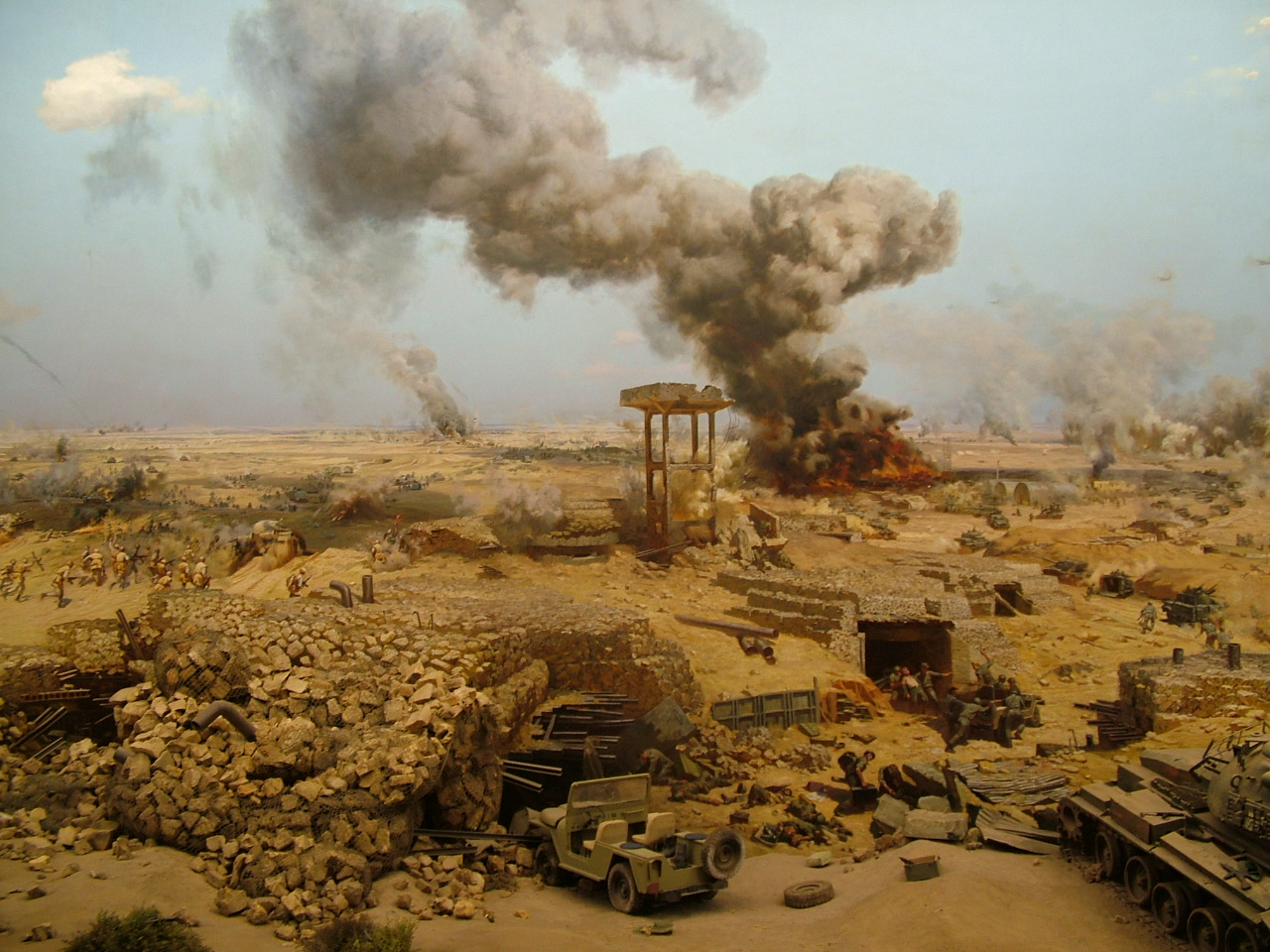
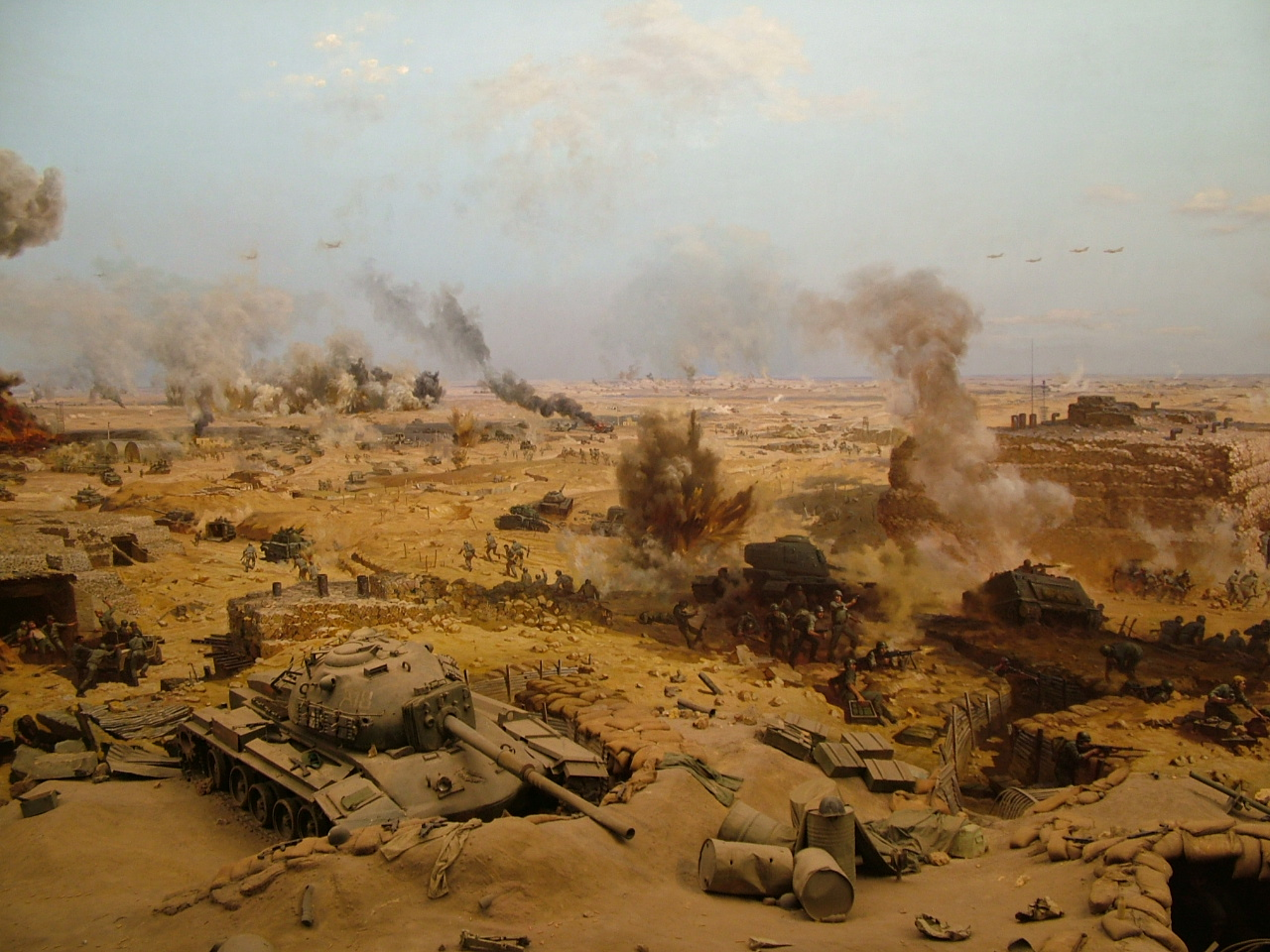